# Ribera (Nowy Meksyk)
Ribera – jednostka osadnicza w Stanach Zjednoczonych, w stanie Nowy Meksyk, w hrabstwie San Miguel.